# Vela als Jocs Olímpics d'Estiu del 2000
Als Jocs Olímpics d'Estiu del 2000 celebrats a la ciutat de Sydney (Austràlia) es disputaren 11 proves de vela, tres en categoria masculina, tres en femenina i cinc en mixta. La competició se celebrà entre els dies 17 i 30 de setembre del 2000 a la costa de Sydney a l'oceà Pacífic.
Hi participaren un total de 402 regatistes, entre ells 307 homes i 95 dones, de 69 comitès nacionals diferents.

## Resum de medalles

### Categoria masculina
| Prova               | Or                                | Argent                                     | Bronze                                    |
| Classe 470 Detalls  | AustràliaTom King · Mark Turnbull | Estats UnitsPaul Foerster · Robert Merrick | ArgentinaJuan de la Fuente · Javier Conte |
| Classe Finn Detalls | Iain Percy                        | Luca Devoti                                | Fredrik Lööf                              |
| Windsurf Detalls    | Christoph Sieber                  | Carlos Espinola                            | Aaron McIntosh                            |

### Categoria femenina
| Prova                 | Or                                         | Argent                                    | Bronze                                  |
| Classe 470 Detalls    | AustràliaJenny Armstrong · Belinda Stowell | Estats UnitsJennifer Isler · Sarah Glaser | UcraïnaOlena Pakholchik · Ruslana Taran |
| Classe Europa Detalls | Shirley Robertson                          | Margriet Matthijsse                       | Serena Amato                            |
| Windsurf Detalls      | Alessandra Sensini                         | Amelie Lux                                | Barbara Kendall                         |

### Categoria mixta
| Prova                  | Or                                                        | Argent                                                 | Bronze                                                    |
| Classe Laser Detalls   | Ben Ainslie                                               | Robert Scheidt                                         | Michael Blackburn                                         |
| Classe Soling Detalls  | DinamarcaJesper Bank · Henrik Blakskjær · Thomas Jacobsen | AlemanyaJochen Schümann · Gunnar Bahr · Ingo Borkowski | NoruegaPaul Davis · Herman Johannessen · Espen Stokkeland |
| Classe Star Detalls    | Estats UnitsMark Reynolds · Magnus Liljedahl              | Regne UnitIan Walker · Mark Covell                     | BrasilTorben Grael · Marcelo Ferreira                     |
| Classe Tornado Detalls | ÀustriaRoman Hagara · Hans Steinacher                     | AustràliaJohn Forbes · Darren Bundock                  | AlemanyaRoland Gäbler · René Schwall                      |
| Classe 49er Detalls    | FinlàndiaJyrki Järvi · Thomas Johanson                    | Regne UnitIan Barker · Simon Hiscocks                  | Estats UnitsJonathan McKee · Charlie McKee                |

## Medaller
| Posició | País          | Or | Argent | Bronze | Total |
| 1       | Regne Unit    | 3  | 2      | 0      | 5     |
| 2       | Austràlia     | 2  | 1      | 1      | 4     |
| 3       | Àustria       | 2  | 0      | 0      | 2     |
| 4       | Estats Units  | 1  | 2      | 1      | 4     |
| 5       | Itàlia        | 1  | 1      | 0      | 2     |
| 6       | Dinamarca     | 1  | 0      | 0      | 1     |
| 6       | Finlàndia     | 1  | 0      | 0      | 1     |
| 8       | Alemanya      | 0  | 2      | 1      | 3     |
| 9       | Argentina     | 0  | 1      | 2      | 3     |
| 10      | Brasil        | 0  | 1      | 1      | 2     |
| 11      | Països Baixos | 0  | 1      | 0      | 1     |
| 12      | Nova Zelanda  | 0  | 0      | 2      | 2     |
| 13      | Noruega       | 0  | 0      | 1      | 1     |
| 13      | Suècia        | 0  | 0      | 1      | 1     |
| 13      | Ucraïna       | 0  | 0      | 1      | 1     |